# St. Blasius (Ehingen)

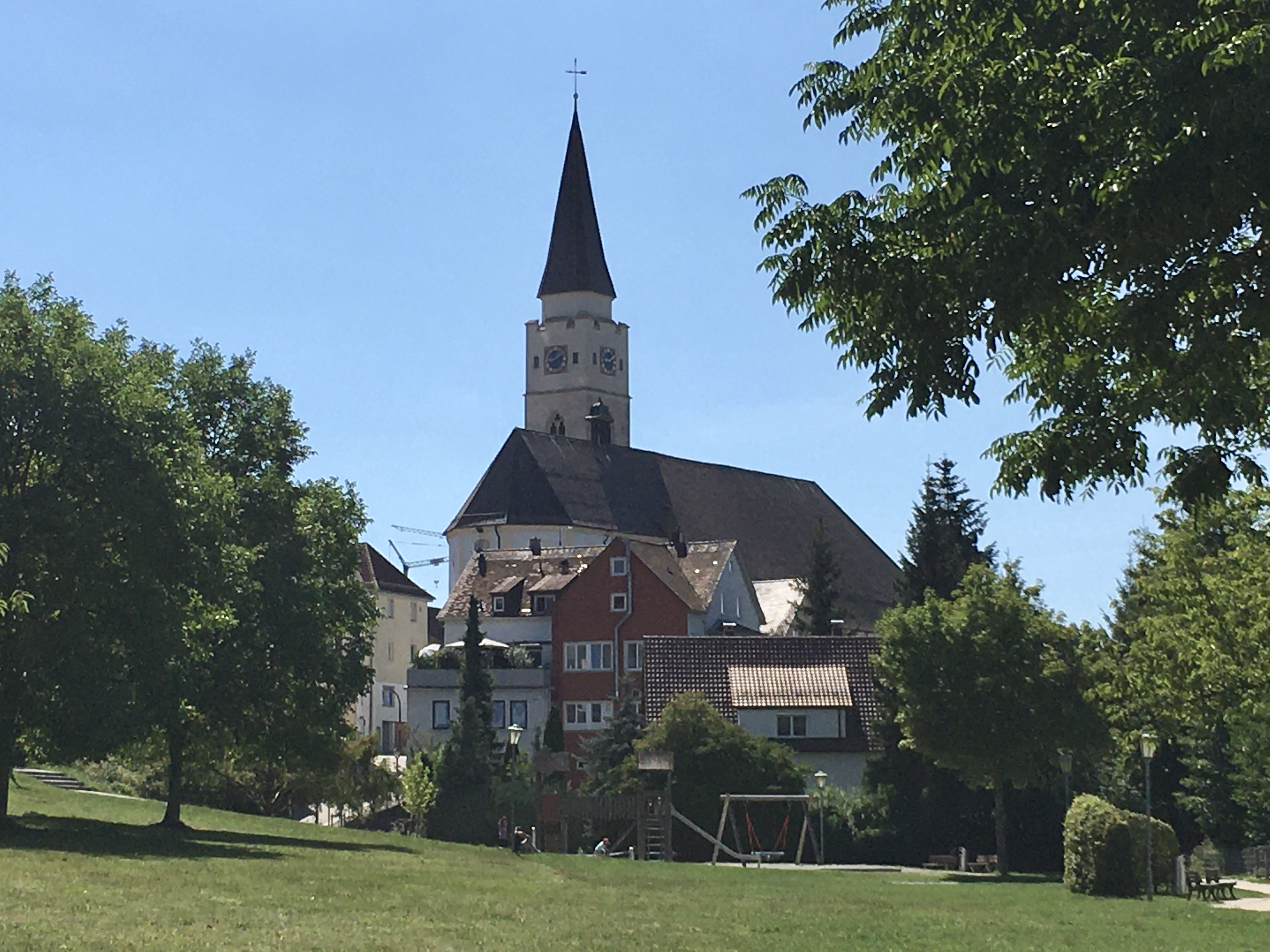
St. Blasius in Ehingen

Die römisch-katholische Stadtpfarrkirche St. Blasius steht in Ehingen (Donau), einer Mittelstadt im Alb-Donau-Kreis in Baden-Württemberg. Die Kirchengemeinde gehört zum Dekanat Ehingen-Ulm der Diözese Rottenburg-Stuttgart. Das Bauwerk ist beim Landesamt für Denkmalpflege Baden-Württemberg als Baudenkmal eingetragen.
Die Kirche wurde von der Denkmalstiftung Baden-Württemberg zum „Denkmal des Monats August & September 2023“ ernannt.

## Beschreibung

### Architektur
Der älteste Teil der Saalkirche ist das unterste Geschoss aus Buckelquadern des ursprünglich freistehenden heute 70 Meter hohen Kirchturms vom Anfang des 13. Jahrhunderts, auf denen vier Geschosse aus Quadermauerwerk errichtet wurden, das oberste beherbergt hinter den als Biforien aus Maßwerk 1888 erneuerten Klangarkaden den Glockenstuhl. 1958 wurde ein weiteres Geschoss zur Unterbringung der Turmuhr und ein spitzer, achtseitiger Helm aufgesetzt.
Die ursprünglich dreischiffige Hallenkirche wurde nach dem Stadtbrand von 1688 zur Wandpfeilerkirche umgebaut, wodurch an der Nord- und Südseite des Langhauses Kapellen entstanden sind. Nach dem Stadtbrand von 1749 wurden der eingezogene, dreiseitig geschlossene Chor im Osten und die Sakristei ab 1754 nach einem Entwurf von Johann Caspar Bagnato neu errichtet. Das monumentale Deckengemälde mit der Abendmahlsszene wurde von Giuseppe Appiani ausgeführt.
Der 1914/15 gebaute neobarocke Hochaltar stammt von Fritz Fuchsenberger. Verkündigungs-, Marienkrönungs- und Auferstehungsaltar dagegen sind etwa 300 Jahre älter und stammen von Melchior Binder. Der Ulmer Maler Wilhelm Geyer schuf mit Fresken in der ersten Kapelle auf der Südseite 1936 ein Werk der klassischen Moderne. Hier steht auch der Taufstein aus dem Jahr 1515.

### Orgel
Die Orgel auf der Empore wurde als Opus 811 von der Manufaktur Späth Orgelbau errichtet. Sie hat einen Umfang von 50 Registern auf vier Manualwerken und Pedal.

### Glocken
Im Kirchturm hängt ein sechsstimmiges Glockengeläut aus Bronze, das aus drei historischen Glocken aus dem 18. Jahrhundert und drei Glocken aus dem 20. Jahrhundert besteht. Die historischen Glocken sind Teil eines ursprünglich ebenfalls sechsstimmigen Geläuts, von dem nur die Hälfte die Beschlagnahmen zu Rüstungszwecken während der beiden Weltkriege überdauert hat.
| Glocke | Gießer                              | Gussjahr | Durchmesser | Gewicht | Schlagton |
| ------ | ----------------------------------- | -------- | ----------- | ------- | --------- |
| 1      | Glockengießerei Bachert (Heilbronn) | 1961     | 1860 mm     | 3800 kg | A°        |
| 2      | Glockengießerei Bachert (Heilbronn) | 1961     | 1560 mm     | 2300 kg | c′        |
| 3      | Nicolaus und Claudius Arnoldt       | 1750     | 1200 mm     |         | e′        |
| 4      | Nicolaus und Claudius Arnoldt       | 1750     | 0970 mm     |         | g′        |
| 5      | Glockengießerei Kurtz (Stuttgart)   | 1951     | 0880 mm     |         | a′        |
| 6      | Nicolaus und Claudius Arnoldt       | 1750     | 0700 mm     |         | c″        |